# DSSAT
El Decision Support System para la Agrotechnology Transfer (DSSAT) es un conjunto de programas  informáticos para simular crecimiento de cultivo agrícola. Ha sido utilizado en más de 100 países por agrónomos para evaluar diferentes prácticas agrícolas. Una aplicación ha sido evaluar el impacto del cambio climático en la agricultura y evaluar las opciones de adaptación.
DSSAT está construido con una aproximación modular, con diferentes opciones para representar procesos tales como la evapotranspiration y la acumulación de materia orgánica en el suelo, lo cual facilita la simulación de los diferentes procesos que intervienen en el crecimiento del cultivo.  La funcionalidad de DSSAT también ha sido extendido a través de interfaces con otro software como GIS.  DSSAT requiere parámetros de entrada relacionados con la condición del suelo, meteorología,  prácticas como riego y uso de fertilizante, y características de la variedad de cultivo.  Muchos los cultivos comunes tienen sus características ya implementadas en los módulo de DSSAT.
DSSAT apareció en el Internacional Benchmark Sites Network for Agrotechnological Transfer (IBSNAT) en la década de 1980, con la primera liberación oficial en 1989. La versión 4, liberado en 2003, introdujo una estructura más modular y añadió herramientas para análisis económico agrícola y valoración de riesgo. El desarrollo ha continuado en afiliación con el Consorcio Internacional para Aplicaciones de Sistemas Agrícolas (ICASA).